# Ciste à feuilles de laurier
Cistus laurifolius
Espèce
La Ciste à feuilles de laurier (Cistus laurifolius) est une espèce d'arbrisseaux de la famille des Cistacées.